# Hieraaetus ayresii
Hieraaetus ayresii е вид птица от семейство Ястребови (Accipitridae).

## Разпространение
Видът е разпространен в Ангола, Ботсвана, Буркина Фасо, Габон, Гана, Гвинея, Екваториална Гвинея, Етиопия, Замбия, Зимбабве, Камерун, Република Конго, Демократична република Конго, Кот д'Ивоар, Кения, Либерия, Малави, Мозамбик, Намибия, Нигерия, Руанда, Сиера Леоне, Танзания, Того, Уганда, Чад и Южна Африка.